# یوزف هایکه
یوزف هایکه (آلمانی: Joseph Heicke; ۱۲ مارس ۱۸۱۱ – ۶ نوامبر ۱۸۶۱) یک نقاش اهل اتریش بود. وی از منظره‌ها، پرتره‌ها و حوادث تاریخی نقاشی می‌کرد.
هایکه در آکادمی هنرهای زیبای وین درس خواند، به خاورمیانه، ایتالیا و مجارستان سفر کرد و در آثارش تحت تأثیر فریدریش گاورمان دیگر نقاش اتریشی بود. آثار وی در مجموعه‌های ایتالیایی و اتریشی یافت می‌شود.